# Dimitrie Orbescu
Dimitrie Orbescu (n. 1839 - d. 23 august 1906) a fost un avocat, deputat român și primar al Bucureștiului în perioada decembrie 1891 - iunie 1892.
Orbescu a fost înmormântat la Cimitirul Bellu, pe 25 august 1906. În prezent, o stradă din sectorul 2 al capitalei îi poartă numele.

## Legături externe
- Materiale media legate de Monitorul Primăriei București 1892 la Wikimedia Commons